# Curt Mündel
 (octobre 2017).
Si vous disposez d'ouvrages ou d'articles de référence ou si vous connaissez des sites web de qualité traitant du thème abordé ici, merci de compléter l'article en donnant les références utiles à sa vérifiabilité et en les liant à la section « Notes et références ».
Pour les articles homonymes, voir Mundel.
Curt Mündel (1852 - 1906) fut un membre du Club vosgien[réf. nécessaire], organisation visant à promouvoir la randonnée pédestre dans le massif des Vosges. 
Originaire de Silésie, il est connu pour son guide maintes fois réédité Die Vogesen – Reisehandbuch für Elsaß-Lothringen und angrenzende Gebirge (Les Vosges - Guide de voyage pour l'Alsace-Lorraine et les montagnes environnantes).